# Elecciones provinciales de Mendoza de 2007
Las elecciones generales 2007 de la Provincia de Mendoza se realizaron el domingo 28 de octubre de 2007 junto con las elecciones presidenciales en Argentina. Se eligieron gobernador y vicegobernador, 5 diputados nacionales, 19 senadores provinciales, 24 diputados provinciales, 16 intendentes y la mitad de los Concejos Deliberantes de 16 municipios. El resultado estableció que Celso Jaque (kirchnerista) fuera elegido Gobernador con 37,88% de los votos.

## Renovación legislativa
| Sección Electoral | Cámara de Diputados | Cámara de Diputados | Cámara de Senadores | Cámara de Senadores |
| Sección Electoral | Diputados           | A renovar           | Senadores           | A renovar           |
| ----------------- | ------------------- | ------------------- | ------------------- | ------------------- |
| 1                 | 16                  | 8                   | 12                  | 6                   |
| 2                 | 12                  | 6                   | 10                  | 5                   |
| 3                 | 10                  | 5                   | 8                   | 4                   |
| 4                 | 10                  | 5                   | 8                   | 4                   |
| Total             | 48                  | 24                  | 38                  | 19                  |

## Resultados

### Gobernador y vicegobernador
| Fórmula                     | Fórmula                        | Partido                    | Partido                                                  | Partido                                                  | Votos     | %     |
| Gobernador                  | Vicegobernador                 | Partido                    | Partido                                                  | Partido                                                  | Votos     | %     |
| --------------------------- | ------------------------------ | -------------------------- | -------------------------------------------------------- | -------------------------------------------------------- | --------- | ----- |
| Celso Jaque                 | Cristian Leonel Racconto       |                            |                                                          | Partido Justicialista                                    | 212.196   | 25,75 |
| Celso Jaque                 | Cristian Leonel Racconto       |                            | Frente Juventud e Integración (Potencialista - PAIS)     | 38.454                                                   | 4,67      |       |
| Celso Jaque                 | Cristian Leonel Racconto       |                            | Polo Social                                              | 23.688                                                   | 2,87      |       |
| Celso Jaque                 | Cristian Leonel Racconto       |                            | Partido Federal                                          | 22.536                                                   | 2,73      |       |
| Celso Jaque                 | Cristian Leonel Racconto       |                            | Propuesta para el Cambio en Mendoza                      | 15.366                                                   | 1,86      |       |
| Celso Jaque                 | Cristian Leonel Racconto       | Total Jaque - Racconto     | Total Jaque - Racconto                                   | Total Jaque - Racconto                                   | 312.240   | 37,88 |
| César Rodolfo Biffi         | Enrique Thomas                 |                            |                                                          | Partido para la Concertación Ciudadana                   | 75.940    | 9,21  |
| César Rodolfo Biffi         | Enrique Thomas                 |                            | Concertación Plural                                      | 55.734                                                   | 6,76      |       |
| César Rodolfo Biffi         | Enrique Thomas                 |                            | Partido Demócrata Cristiano                              | 31.055                                                   | 3,77      |       |
| César Rodolfo Biffi         | Enrique Thomas                 |                            | Unidad para el Cambio (FISCAL - UNIR - CP - PP)          | 22.434                                                   | 2,72      |       |
| César Rodolfo Biffi         | Enrique Thomas                 |                            | Partido Intransigente                                    | 19.903                                                   | 2,41      |       |
| César Rodolfo Biffi         | Enrique Thomas                 |                            | Movimiento Libres del Sur                                | 17.336                                                   | 2,10      |       |
| César Rodolfo Biffi         | Enrique Thomas                 |                            | Partido de Todos por los Derechos Sociales               | 14.606                                                   | 1,77      |       |
| César Rodolfo Biffi         | Enrique Thomas                 |                            | Compromiso por Mendoza                                   | 6.423                                                    | 0,78      |       |
| César Rodolfo Biffi         | Enrique Thomas                 |                            | Convergencia del Sur                                     | 3.695                                                    | 0,45      |       |
| César Rodolfo Biffi         | Enrique Thomas                 | Total Biffi - Thomas       | Total Biffi - Thomas                                     | Total Biffi - Thomas                                     | 247.126   | 29,98 |
| Omar De Marchi              | Juan Carlos Aguinaga           |                            |                                                          | Partido Demócrata                                        | 85.629    | 10,39 |
| Omar De Marchi              | Juan Carlos Aguinaga           |                            | El Movimiento de las Provincias Unidas                   | 7.580                                                    | 0,92      |       |
| Omar De Marchi              | Juan Carlos Aguinaga           | Total De Marchi - Aguinaga | Total De Marchi - Aguinaga                               | Total De Marchi - Aguinaga                               | 93.209    | 11,31 |
| Roberto Raúl Iglesias       | Ernesto Sanz                   |                            |                                                          | Unión Cívica Radical                                     | 70.170    | 8,51  |
| Roberto Raúl Iglesias       | Ernesto Sanz                   |                            | Juntos Por Mendoza                                       | 11.368                                                   | 1,38      |       |
| Roberto Raúl Iglesias       | Ernesto Sanz                   | Total Iglesias - Sanz      | Total Iglesias - Sanz                                    | Total Iglesias - Sanz                                    | 81.538    | 9,89  |
| Luis Leiva (ARI)            | Orlando Braceli (ARI)          |                            | Coalición Cívica                                         | Coalición Cívica                                         | 41.515    | 5,04  |
| María Alejandra Naman (ARI) | Basilio Manuel Liberal (PS)    |                            | Coalición ARI - Socialista                               | Coalición ARI - Socialista                               | 15.575    | 1,89  |
| Clemente Abraham Montaña    | Mabel Bienvenida Chambouleyron |                            | Partido Unión y Libertad                                 | Partido Unión y Libertad                                 | 12.902    | 1,57  |
| Héctor Hugo Bonarrico       | Edgardo Fabián Sosa            |                            | Unión Popular                                            | Unión Popular                                            | 7.037     | 0,85  |
| Marcia Gisela Marianetti    | Domingo Félix Collovati        |                            | Movimiento Socialista de los Trabajadores                | Movimiento Socialista de los Trabajadores                | 3.636     | 0,44  |
| Gustavo Rubén Cairo         | Roberto Fiochi                 |                            | Recrear para el Crecimiento                              | Recrear para el Crecimiento                              | 2.995     | 0,36  |
| Héctor Antonio Fresina      | Silvia Cristina del Pla        |                            | Partido Obrero                                           | Partido Obrero                                           | 2.534     | 0,31  |
| Vanesa Paula Lowenrosen     | Sonia Noemí Sosa               |                            | Partido de los Trabajadores Socialistas                  | Partido de los Trabajadores Socialistas                  | 2.031     | 0,25  |
| Carlos Alberto Buj          | Claudia Leonor Fernández       |                            | Frente Amplio hacia la Unidad Latinoamericana (PCA - PH) | Frente Amplio hacia la Unidad Latinoamericana (PCA - PH) | 1.864     | 0,23  |
| Votos positivos             | Votos positivos                | Votos positivos            | Votos positivos                                          | Votos positivos                                          | 824.202   | 92,43 |
| Votos en blanco             | Votos en blanco                | Votos en blanco            | Votos en blanco                                          | Votos en blanco                                          | 51.488    | 5,77  |
| Votos nulos                 | Votos nulos                    | Votos nulos                | Votos nulos                                              | Votos nulos                                              | 16.020    | 1,80  |
| Participación               | Participación                  | Participación              | Participación                                            | Participación                                            | 891.710   | 78,04 |
| Electores registrados       | Electores registrados          | Electores registrados      | Electores registrados                                    | Electores registrados                                    | 1.142.648 | 100   |
| Fuente:                     |                                |                            |                                                          |                                                          |           |       |

### Cámara de Diputados
| ← 2005 · Cámara de Diputados · 2009 → | ← 2005 · Cámara de Diputados · 2009 →                    | ← 2005 · Cámara de Diputados · 2009 →                    | ← 2005 · Cámara de Diputados · 2009 → | ← 2005 · Cámara de Diputados · 2009 → | ← 2005 · Cámara de Diputados · 2009 → |
| Partido                               | Partido                                                  | Partido                                                  | Votos                                 | %                                     | Bancas                                |
| ------------------------------------- | -------------------------------------------------------- | -------------------------------------------------------- | ------------------------------------- | ------------------------------------- | ------------------------------------- |
|                                       |                                                          | Partido para la Concertación Ciudadana                   | 72.926                                | 9,69                                  |                                       |
|                                       | Concertación Plural                                      | 59.077                                                   | 7,85                                  |                                       |                                       |
|                                       | Partido Demócrata Cristiano                              | 28.794                                                   | 3,83                                  |                                       |                                       |
|                                       | Unidad para el Cambio (FISCAL - UNIR - CP - PP)          | 20.956                                                   | 2,79                                  |                                       |                                       |
|                                       | Partido Intransigente                                    | 18.295                                                   | 2,43                                  |                                       |                                       |
|                                       | Movimiento Libres del Sur                                | 16.530                                                   | 2,20                                  |                                       |                                       |
|                                       | Partido de Todos por los Derechos Sociales               | 11.259                                                   | 1,50                                  |                                       |                                       |
|                                       | Compromiso por Mendoza                                   | 5.165                                                    | 0,69                                  |                                       |                                       |
|                                       | Convergencia del Sur                                     | 3.702                                                    | 0,49                                  |                                       |                                       |
|                                       | Partido de la Victoria                                   | 1.698                                                    | 0,23                                  |                                       |                                       |
| Total alianza                         | Total alianza                                            | Total alianza                                            | 238.402                               | 31,69                                 | 10/24                                 |
|                                       | Partido Justicialista                                    | Partido Justicialista                                    | 186.345                               | 24,77                                 | 11/24                                 |
|                                       |                                                          | Partido Demócrata                                        | 78.243                                | 10,40                                 |                                       |
|                                       | El Movimiento de las Provincias Unidas                   | 5.907                                                    | 0,79                                  |                                       |                                       |
| Total alianza                         | Total alianza                                            | Total alianza                                            | 84.150                                | 11,81                                 | 2/24                                  |
|                                       | Unión Cívica Radical                                     | Unión Cívica Radical                                     | 62.982                                | 8,37                                  | 1/24                                  |
|                                       | Coalición Cívica                                         | Coalición Cívica                                         | 37.222                                | 4,95                                  |                                       |
|                                       | Frente Juventud e Integración (Potencialista - PAIS)     | Frente Juventud e Integración (Potencialista - PAIS)     | 32.482                                | 4,32                                  |                                       |
|                                       | Polo Social                                              | Polo Social                                              | 19.531                                | 2,60                                  |                                       |
|                                       | Partido Federal                                          | Partido Federal                                          | 18.407                                | 2,45                                  |                                       |
|                                       | Coalición ARI - Socialista                               | Coalición ARI - Socialista                               | 18.296                                | 2,43                                  |                                       |
|                                       | Partido Unión y Libertad                                 | Partido Unión y Libertad                                 | 13.552                                | 1,80                                  |                                       |
|                                       | Propuesta para el Cambio en Mendoza                      | Propuesta para el Cambio en Mendoza                      | 10.840                                | 1,44                                  |                                       |
|                                       | Juntos Por Mendoza                                       | Juntos Por Mendoza                                       | 9.052                                 | 1,20                                  |                                       |
|                                       | Unión Popular                                            | Unión Popular                                            | 6.972                                 | 0,93                                  |                                       |
|                                       | Movimiento Socialista de los Trabajadores                | Movimiento Socialista de los Trabajadores                | 4.287                                 | 0,57                                  |                                       |
|                                       | Recrear para el Crecimiento                              | Recrear para el Crecimiento                              | 3.570                                 | 0,47                                  |                                       |
|                                       | Frente Amplio hacia la Unidad Latinoamericana (PCA - PH) | Frente Amplio hacia la Unidad Latinoamericana (PCA - PH) | 2.318                                 | 0,31                                  |                                       |
|                                       | Partido Obrero                                           | Partido Obrero                                           | 2.070                                 | 0,28                                  |                                       |
|                                       | Partido de los Trabajadores Socialistas                  | Partido de los Trabajadores Socialistas                  | 1.869                                 | 0,25                                  |                                       |
| Votos positivos                       | Votos positivos                                          | Votos positivos                                          | 752.347                               | 84,37                                 |                                       |
| Votos en blanco                       | Votos en blanco                                          | Votos en blanco                                          | 123.583                               | 13,86                                 |                                       |
| Votos nulos                           | Votos nulos                                              | Votos nulos                                              | 15.780                                | 1,77                                  |                                       |
| Participación                         | Participación                                            | Participación                                            | 891.710                               | 78,04                                 |                                       |
| Electores registrados                 | Electores registrados                                    | Electores registrados                                    | 1.142.648                             | 100                                   |                                       |
| Fuentes:                              |                                                          |                                                          |                                       |                                       |                                       |

#### Resultados por secciones electorales
| 1ª Sección Electoral 8 Diputados | 1ª Sección Electoral 8 Diputados              | 1ª Sección Electoral 8 Diputados              | 1ª Sección Electoral 8 Diputados | 1ª Sección Electoral 8 Diputados | 1ª Sección Electoral 8 Diputados | 1ª Sección Electoral 8 Diputados |
| Partido/Alianza                  | Partido/Alianza                               | Partido/Alianza                               | Votos                            | %                                | Bancas                           | Candidatos |
| -------------------------------- | --------------------------------------------- | --------------------------------------------- | -------------------------------- | -------------------------------- | -------------------------------- | --- |
|                                  |                                               | Partido Justicialista                         | 60.195                           | 21,96                            |                                  | |
|                                  | Frente Juventud e Integración                 | 11.344                                        | 4,14                             |                                  |                                  | |
|                                  | Propuesta para el Cambio en Mendoza           | 4.141                                         | 1,51                             |                                  |                                  | |

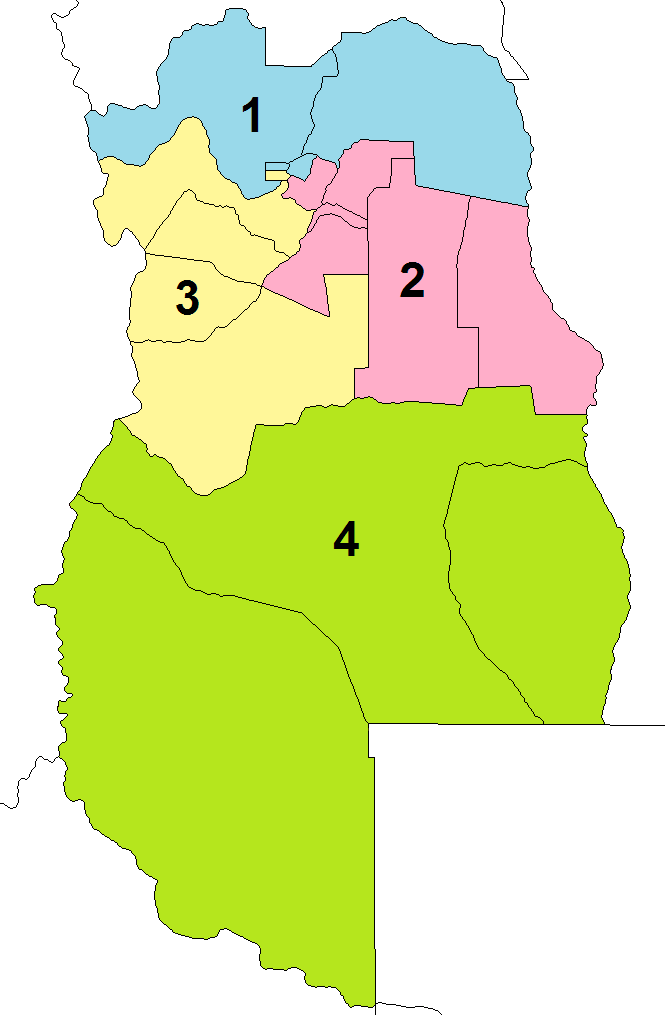
Secciones electorales de Mendoza:
1ª Sección
2ª Sección
3ª Sección
4ª Sección

| Total alianza                    | Total alianza                                 | Total alianza                                 | 75.680                           | 27,61                            | 3/8                              | Ver candidatos: 1. Rogelio Gil 2. Fabián Hermenegildo Miranda 3. Mireya Díaz 4. Daniel Cornejo 5. Rosa del Carmen Lira 6. Elba González 7. Ángela Susana Escudero 8. Luis Vandalda                                              |
|                                  |                                               | Concertación Plural                           | 22.920                           | 8,36                             |                                  | |
|                                  | Partido Demócrata Cristiano                   | 10.202                                        | 3,72                             |                                  |                                  | |
|                                  | Partido de Todos por los Derechos Sociales    | 5.375                                         | 1,96                             |                                  |                                  | |
|                                  | Compromiso por Mendoza                        | 5.165                                         | 1,88                             |                                  |                                  | |
|                                  | Convergencia del Sur                          | 1.956                                         | 0,71                             |                                  |                                  | |
|                                  | Partido de la Victoria                        | 738                                           | 0,27                             |                                  |                                  | |
| Total alianza                    | Total alianza                                 | Total alianza                                 | 46.356                           | 16,90                            | 2/8                              | Ver candidatos: 1. Mario Roberto Blanco 2. Ricardo Miguel Puga 3. Nancy Noemí Murzia 4. Víctor Eudoro Carmona 5. José Alberto Muñoz 6. Enrique Alberto Gómez 7. Stella Maris Bermejo 8. Silvia Marcela Aldao                    |
|                                  |                                               | Partido para la Concertación Ciudadana        | 20.481                           | 7,47                             |                                  | |
|                                  | Unidad para el Cambio                         | 7.500                                         | 2,74                             |                                  |                                  | |
|                                  | Partido Intransigente                         | 6.650                                         | 2,43                             |                                  |                                  | |
|                                  | Movimiento Libres del Sur                     | 6.201                                         | 2,26                             |                                  |                                  | |
| Total alianza                    | Total alianza                                 | Total alianza                                 | 40.832                           | 14,90                            | 1/8                              | Ver candidatos: 1. Andrés Omar Marín 2. Aldo José Sáez 3. Irma Inés Mango 4. Rafael Francisco Bonino 5. Ernesto Stocco 6. María Macarena Colucci 7. José Vargas 8. Natalio Derinovsky                                           |
|                                  |                                               | Partido Demócrata                             | 27.102                           | 9,89                             |                                  | |
|                                  | El Movimiento de las Provincias Unidas        | 2.642                                         | 0,96                             |                                  |                                  | |
| Total alianza                    | Total alianza                                 | Total alianza                                 | 29.744                           | 10,85                            | 1/8                              | Ver candidatos: 1. Roberto A. Pradines 2. Salvador José Micali 3. María Susana Gabrielli 4. José María Videla Sáenz 5. Néstor Javier Ortega 6. Miriam Micheletto 7. Martín Nicolás Senatore 8. Mario Rafael Vallecillo          |
|                                  | Unión Cívica Radical                          | Unión Cívica Radical                          | 25.245                           | 9,21                             | 1/8                              | Ver candidatos: 1. Raúl Vicchi 2. Alejandro Volpe 3. Nora Ayala 4. Ángel Pellegrino 5. Juan Manuel Icardi 6. Eugenia Beatriz Gil Oros 7. Gladys Pallero 8. Rodrigo Fernán de Lucía                                              |
|                                  | Coalición Cívica                              | Coalición Cívica                              | 18.165                           | 6,63                             | 0/8                              | Ver candidatos: 1. Roberto Vélez 2. Eduardo Mackinnon 3. María Esilda Torres Malharro 4. Natalia Fernanda Daher 5. Romualdo Antonio García 6. Juan Carlos Bordón 7. María Laura Sulia 8. Héctor Arcidiagano                     |
|                                  |                                               | Polo Social                                   | 7.042                            | 2,57                             |                                  | |
|                                  | Frente Amplio hacia la Unidad Latinoamericana | 1.096                                         | 0,40                             |                                  |                                  | |
| Total alianza                    | Total alianza                                 | Total alianza                                 | 8.138                            | 2,97                             | 0/8                              | Ver candidatos: 1. Enrique Natalio Tarditi 2. Pablo Salinas 3. Noelia Lourdes Morisi 4. Saúl Blejman 5. Natalia Noemí Fernández Brite 6. Mirta Elsa Vargas 7. Osvaldo Sergio Vega 8. Víctor Hugo Sánchez                        |
|                                  |                                               | Partido Federal                               | 6.074                            | 2,22                             |                                  | |
|                                  | Recrear para el Crecimiento                   | 1.411                                         | 0,51                             |                                  |                                  | |
| Total alianza                    | Total alianza                                 | Total alianza                                 | 7.485                            | 2,73                             | 0/8                              | Ver candidatos: 1. Gustavo Rubén Cairo 2. Adriana Murcia 3. Luis Alberto Martínez 4. Néstor Marcelo Correa 5. Olga Viviana Roselli 6. Iván Ariza 7. Alfredo Perino 8. Liliana Celia Paracatt                                    |
|                                  | Coalición ARI - Socialista                    | Coalición ARI - Socialista                    | 6.983                            | 2,55                             | 0/8                              | Ver candidatos: 1. Roberto José Fayad 2. María del Milagro Perera (PS) 3. Laura Silvia Berazategui 4. Silvia Edith Cardona 5. Romina Anabel Ortega 6. Edith Isabel Calderón 7. Mario Chisari 8. Ester Vargas                    |
|                                  | Partido Unión y Libertad                      | Partido Unión y Libertad                      | 4.344                            | 1,58                             | 0/8                              | Ver candidatos: 1. Andrés Darío Maccari 2. Guillermo Alejandro Murua 3. Mercedes Susana Quiroga 4. Rubén Cecilio Sosa 5. Julián Arturo Palomo 6. Juan José Salmón 7. Roberto Tobares 8. Analía Llull                            |
|                                  | Juntos Por Mendoza                            | Juntos Por Mendoza                            | 3.756                            | 1,37                             | 0/8                              | Ver candidatos: 1. Juan José Fugazzotto 2. María del Carmen Fazio 3. Carolina Soledad Colucci 4. Claudio Cristian Montaña 5. Mario Oscar Talet 6. Alejandra Denise Parodi Moreno 7. Ana Isabel Correa 8. Conrado Céspedes       |
|                                  | Unión Popular                                 | Unión Popular                                 | 3.128                            | 1,14                             | 0/8                              | Ver candidatos: 1. Héctor Hugo Pastor Bonarrico 2. Jesús Horacio Quiroga 3. Marina Analía Cuello 4. Darío Osvaldo Moyano 5. Miriam Noemí Torres 6. Jorge Eduardo Salguero 7. Claudia Sandra Scarchelli 8. Miguel Osvaldo Cuello |
|                                  | Movimiento Socialista de los Trabajadores     | Movimiento Socialista de los Trabajadores     | 1.849                            | 0,67                             | 0/8                              | Ver candidatos: 1. Marcela Carmen Luciani 2. Gisela del Valle Arancibia 3. Jorge Osvaldo Silva 4. Liliana Mabel Olmos 5. María Alejandra Tapia 6. Juan Carlos Amarales 7. Nélida Virginia Correa 8. Ana María Gallardo          |
|                                  | Partido de los Trabajadores Socialistas       | Partido de los Trabajadores Socialistas       | 1.244                            | 0,45                             | 0/8                              | Ver candidatos: 1. Alejandro Emanuel Escobar 2. Ana Laura Castro 3. Nazia Lorena Ramírez 4. Lautaro Jiménez Bruccoleri 5. Laura Muñoz 6. Fidel Mazzarella 7. Marcelo Javier Capello 8. Patricia Cecilia Maineri Caniuñir        |
|                                  | Partido Obrero                                | Partido Obrero                                | 1.217                            | 0,44                             | 0/8                              | Ver candidatos: 1. Daniel Leonardo Villegas 2. Carina Mabel Galdame 3. Michel Cristhian Aimi 4. Héctor Orlando Escobar 5. Susana Beatriz Tizón 6. Liliana Beatriz Quiroga 7. Lucas Alexis Molina 8. Nicolás Emilio Moscardelli  |
| Votos positivos                  | Votos positivos                               | Votos positivos                               | 274.166                          | 84,77                            |                                  | |
| Votos en blanco                  | Votos en blanco                               | Votos en blanco                               | 42.807                           | 13,24                            |                                  | |
| Votos nulos                      | Votos nulos                                   | Votos nulos                                   | 6.456                            | 2,00                             |                                  | |
| Participación                    | Participación                                 | Participación                                 | 323.429                          | 75,96                            |                                  | |
| Electores registrados            | Electores registrados                         | Electores registrados                         | 425.788                          | 100                              |                                  | |
| 2ª Sección Electoral 6 Diputados |                                               |                                               |                                  |                                  |                                  | |
| Partido/Alianza                  | Partido/Alianza                               | Partido/Alianza                               | Votos                            | %                                | Bancas                           | Candidatos |
|                                  |                                               | Partido Justicialista                         | 62.538                           | 34,51                            |                                  | |
|                                  | Frente Juventud e Integración                 | 9.085                                         | 5,01                             |                                  |                                  | |
|                                  | Propuesta para el Cambio en Mendoza           | 2.801                                         | 1,55                             |                                  |                                  | |
| Total alianza                    | Total alianza                                 | Total alianza                                 | 74.424                           | 41,07                            | 4/6                              | Ver candidatos: 1. Jorge Tanus 2. Carlos Bianchinelli 3. Nélida Alicia Negri 4. Juan Ramón Dávila 5. Roberto Valentín Figueroa 6. Griselda Mirta Manichetti                                                                     |
|                                  |                                               | Partido para la Concertación Ciudadana        | 20.080                           | 11,08                            |                                  | |
|                                  | Concertación Plural                           | 7.333                                         | 4,05                             |                                  |                                  | |
|                                  | Partido Demócrata Cristiano                   | 5.946                                         | 3,28                             |                                  |                                  | |
|                                  | Unidad para el Cambio                         | 5.944                                         | 3,28                             |                                  |                                  | |
|                                  | Partido Intransigente                         | 4.440                                         | 2,45                             |                                  |                                  | |
|                                  | Partido de Todos por los Derechos Sociales    | 3.615                                         | 1,99                             |                                  |                                  | |
|                                  | Movimiento Libres del Sur                     | 3.477                                         | 1,92                             |                                  |                                  | |
| Total alianza                    | Total alianza                                 | Total alianza                                 | 50.835                           | 28,05                            | 2/6                              | Ver candidatos: 1. Florinda Seoane 2. Carlos Alexander Maza 3. Rubén Ángel Vargas 4. Edgardo Ramón Pintos 5. Paula Iris Domínguez 6. Carlos Isidro Matilla                                                                      |
|                                  |                                               | Partido Demócrata                             | 13.586                           | 7,50                             |                                  | |
|                                  | El Movimiento de las Provincias Unidas        | 1.233                                         | 0,68                             |                                  |                                  | |
| Total alianza                    | Total alianza                                 | Total alianza                                 | 14.819                           | 8,18                             | 0/6                              | Ver candidatos: 1. José Álvarez 2. Miguel Nelo Salomón 3. Martha Viviana Museri 4. Cristian Andrés Carricondo 5. Karin Patricia María Behler 6. Héctor Narciso Suárez                                                           |
|                                  |                                               | Unión Cívica Radical                          | 11.592                           | 6,40                             |                                  | |
|                                  | Juntos Por Mendoza                            | 1.591                                         | 0,88                             |                                  |                                  | |
| Total alianza                    | Total alianza                                 | Total alianza                                 | 13.183                           | 7,28                             | 0/6                              | Ver candidatos: 1. Diego Seoane 2. Gloria Marina Llaver 3. Eduardo Orozco 4. Teresa Panella 5. Juan Aguirre 6. Liliana Rosa Vidoret                                                                                             |
|                                  | Coalición Cívica                              | Coalición Cívica                              | 5.801                            | 3,20                             | 0/6                              | Ver candidatos: 1. Ángel Omar Boglioli 2. Emilce Alejandra Díaz 3. Mónica María Irusta 4. Morelia Isabel Costa 5. Isabel Alicia Guevara 6. María Luisa Pitton                                                                   |
|                                  | Partido Unión y Libertad                      | Partido Unión y Libertad                      | 5.569                            | 3,07                             | 0/6                              | Ver candidatos: 1. Teresa del Carmen Vicente 2. Víctor Manuel Moreschi 3. Mario Rafael Cardozo 4. Teresa Irma Monterrosa 5. Domingo Daniel Rinaldi 6. Gregorio Buenaventura Cornejo                                             |
|                                  |                                               | Partido Federal                               | 4.703                            | 2,60                             |                                  | |
|                                  | Recrear para el Crecimiento                   | 738                                           | 0,41                             |                                  |                                  | |
| Total alianza                    | Total alianza                                 | Total alianza                                 | 5.441                            | 3,01                             | 0/6                              | Ver candidatos: 1. Adolfo F. Innocente 2. Mirta Edith Arancibia 3. Jorge Orlando Olivares 4. Sonia Isabel Boxler 5. Juan Antonio Sánchez 6. Rosa Bellene                                                                        |
|                                  | Polo Social                                   | Polo Social                                   | 5.302                            | 2,93                             | 0/6                              | Ver candidatos: 1. Jorge Alberto Castillo 2. Lucio Palumbo 3. Mabel Norma Cortés 4. Ruth Elizabeth Sevilla 5. Gladis Mabel Pérez 6. Erika Santos                                                                                |
|                                  | Coalición ARI - Socialista                    | Coalición ARI - Socialista                    | 3.041                            | 1,68                             | 0/6                              | Ver candidatos: 1. Elizabeth Ofelia Liberal (PS) 2. Gloria González 3. Carmelo Víctor Agüero 4. Lorenzo Enrique Torres 5. Liliana Marcela Jofré 6. Pedro Lúquez                                                                 |
|                                  | Unión Popular                                 | Unión Popular                                 | 1.768                            | 0,98                             | 0/6                              | Ver candidatos: 1. Santos Raúl Higinio Cabalieri 2. Valeria Anabel Pizarro 3. Horacio Rolando Rodríguez 4. Jorge Walter Sandoval 5. José Manuel Sánchez 6. Lidia Noemí Lagos                                                    |
|                                  | Movimiento Socialista de los Trabajadores     | Movimiento Socialista de los Trabajadores     | 739                              | 0,41                             | 0/6                              | Ver candidatos: 1. Carlos Atilio Tobares 2. Mariela Josefina Astor 3. Mario Antonio Figueroa 4. Lida Selva Ochoa 5. Fernando Martín López 6. Sergio Alejandro Guidolin                                                          |
|                                  | Frente Amplio hacia la Unidad Latinoamericana | Frente Amplio hacia la Unidad Latinoamericana | 292                              | 0,16                             | 0/6                              | Ver candidatos: 1. Mario Eduardo Venditti 2. Silvia Elba Molina 3. Roberto Juan Arévalo 4. Miriam Inés Elst 5. María Angelina Cruz 6. Eduardo Fernando Amin                                                                     |
| Votos positivos                  | Votos positivos                               | Votos positivos                               | 181.214                          | 84,41                            |                                  | |
| Votos en blanco                  | Votos en blanco                               | Votos en blanco                               | 29.758                           | 13,86                            |                                  | |
| Votos nulos                      | Votos nulos                                   | Votos nulos                                   | 3.714                            | 1,73                             |                                  | |
| Participación                    | Participación                                 | Participación                                 | 214.686                          | 81,57                            |                                  | |
| Electores registrados            | Electores registrados                         | Electores registrados                         | 263.178                          | 100                              |                                  | |
| 3ª Sección Electoral 5 Diputados |                                               |                                               |                                  |                                  |                                  | |
| Partido/Alianza                  | Partido/Alianza                               | Partido/Alianza                               | Votos                            | %                                | Bancas                           | Candidatos |
|                                  |                                               | Partido para la Concertación Ciudadana        | 22.173                           | 12,20                            |                                  | |
|                                  | Partido Demócrata Cristiano                   | 9.151                                         | 5,03                             |                                  |                                  | |
|                                  | Concertación Plural                           | 7.241                                         | 3,98                             |                                  |                                  | |
|                                  | Movimiento Libres del Sur                     | 5.263                                         | 2,90                             |                                  |                                  | |
|                                  | Unidad para el Cambio                         | 5.237                                         | 2,88                             |                                  |                                  | |
|                                  | Partido Intransigente                         | 5.210                                         | 2,87                             |                                  |                                  | |
| Total alianza                    | Total alianza                                 | Total alianza                                 | 54.275                           | 29,86                            | 2/5                              | Ver candidatos: 1. Daniel Ortiz 2. Roberto Marcos Infante 3. Lorena Lourdes Cuello 4. Hugo Humberto Sosa 5. Melquíades Osvaldo García                                                                                           |
|                                  |                                               | Partido Justicialista                         | 36.813                           | 20,25                            |                                  | |
|                                  | Frente Juventud e Integración                 | 7.270                                         | 4,00                             |                                  |                                  | |
|                                  | Propuesta para el Cambio en Mendoza           | 2.377                                         | 1,31                             |                                  |                                  | |
| Total alianza                    | Total alianza                                 | Total alianza                                 | 46.460                           | 25,56                            | 2/5                              | Ver candidatos: 1. Daniel Cassia 2. Silvia Cardozo 3. Daniel Gómez 4. Juan F. Senar 5. Carlos Sangra |
|                                  |                                               | Partido Demócrata                             | 27.785                           | 15,28                            |                                  | |
|                                  | El Movimiento de las Provincias Unidas        | 1.524                                         | 0,84                             |                                  |                                  | |
| Total alianza                    | Total alianza                                 | Total alianza                                 | 29.309                           | 16,12                            | 1/5                              | Ver candidatos: 1. Antonio Spezia 2. Rodolfo Eugenio Martín 3. Ana Alba I. Fajardo 4. Héctor Francisco Tejera 5. Norma Edit Testa                                                                                               |
|                                  | Unión Cívica Radical                          | Unión Cívica Radical                          | 15.821                           | 8,70                             | 0/5                              | Ver candidatos: 1. Mirtha della Santa 2. Emiliano B. Campos 3. Santina María Brunetti 4. Andrea González 5. Diego Matías Castelles                                                                                              |
|                                  | Coalición Cívica                              | Coalición Cívica                              | 10.447                           | 5,75                             | 0/5                              | Ver candidatos: 1. Lorenzo D. López Navarro 2. Alberto Cirigliano 3. Olga Corallini 4. Ernesto Daniel Sohaefer 5. María José Copello                                                                                            |
|                                  |                                               | Partido Federal                               | 4.652                            | 2,56                             |                                  | |
|                                  | Recrear para el Crecimiento                   | 1.046                                         | 0,58                             |                                  |                                  | |
| Total alianza                    | Total alianza                                 | Total alianza                                 | 5.698                            | 3,14                             | 0/5                              | Ver candidatos: 1. Carlos Rodolfo López 2. Lidia Cristina Torres 3. Juan Carlos Darder 4. Rodolfo Héctor Tallei 5. César Daniel González                                                                                        |
|                                  | Coalición ARI - Socialista                    | Coalición ARI - Socialista                    | 5.555                            | 3,06                             | 0/5                              | Ver candidatos: 1. Oscar Julio Santarelli (PS) 2. Gladys Beatriz Cogliati 3. Luciano Citon 4. Héctor Avillo 5. Pedro López |
|                                  |                                               | Polo Social                                   | 4.212                            | 2,32                             |                                  | |
|                                  | Frente Amplio hacia la Unidad Latinoamericana | 685                                           | 0,38                             |                                  |                                  | |
| Total alianza                    | Total alianza                                 | Total alianza                                 | 4.897                            | 2,70                             | 0/5                              | Ver candidatos: 1. Diego Jorge Lavado 2. Graciela Isabel Romero 3. Federico Llosa 4. Roberto Bort Rodríguez 5. Ana Cristina Manchón                                                                                             |
|                                  | Partido Unión y Libertad                      | Partido Unión y Libertad                      | 2.684                            | 1,48                             | 0/5                              | Ver candidatos: 1. Emilio Daniel López 2. Lorenzo Miguel Güizzo 3. Laura Virginia Ábalos 4. Julio César Gonzales 5. Gloria Hebe Silva Perviú                                                                                    |
|                                  | Juntos Por Mendoza                            | Juntos Por Mendoza                            | 2.437                            | 1,34                             | 0/5                              | Ver candidatos: 1. Omar Ezequiel Villarruel 2. José Arturo Fugazzotto 3. Andrea Daniela Parodi Moreno 4. María Mercedes Pérez 5. Érica Lorena Figueroa                                                                          |
|                                  | Movimiento Socialista de los Trabajadores     | Movimiento Socialista de los Trabajadores     | 1.367                            | 0,75                             | 0/5                              | Ver candidatos: 1. José Antonio Maslup 2. Silvana Maffioli 3. Sergio Gregorio Núñez 4. Viviana Beatriz Valdez 5. Adolfo Doroteo La Fuente                                                                                       |
|                                  | Unión Popular                                 | Unión Popular                                 | 1.357                            | 0,75                             | 0/5                              | Ver candidatos: 1. Edgardo Sabino Fradusco 2. Ramón Camilo Illanes 3. Beatriz Anabel Gauna 4. Roberto Argentino Páez 5. Cristina del Rosario Aguirre                                                                            |
|                                  | Partido Obrero                                | Partido Obrero                                | 853                              | 0,47                             | 0/5                              | Ver candidatos: 1. Héctor Antonio Fresina 2. Edilia Analía Cuevas 3. Mariana Luz Barrault 4. Lidia M. Lincevich de Tito 5. Liliana Beatriz Piccolo                                                                              |
|                                  | Partido de los Trabajadores Socialistas       | Partido de los Trabajadores Socialistas       | 625                              | 0,34                             | 0/5                              | Ver candidatos: 1. Franco Ricco 2. Érica Romina Meneguzzo 3. Lucas Guillermo Bora 4. Agustina Ricco 5. Marina Cecilia Quiroga                                                                                                   |
| Votos positivos                  | Votos positivos                               | Votos positivos                               | 181.785                          | 84,02                            |                                  | |
| Votos en blanco                  | Votos en blanco                               | Votos en blanco                               | 31.098                           | 14,37                            |                                  | |
| Votos nulos                      | Votos nulos                                   | Votos nulos                                   | 3.484                            | 1,61                             |                                  | |
| Participación                    | Participación                                 | Participación                                 | 216.367                          | 78,15                            |                                  | |
| Electores registrados            | Electores registrados                         | Electores registrados                         | 276.858                          | 100                              |                                  | |
| 4ª Sección Electoral 5 Diputados |                                               |                                               |                                  |                                  |                                  | |
| Partido/Alianza                  | Partido/Alianza                               | Partido/Alianza                               | Votos                            | %                                | Bancas                           | Candidatos |
|                                  |                                               | Partido Justicialista                         | 26.799                           | 23,27                            |                                  | |
|                                  | Frente Juventud e Integración                 | 4.783                                         | 4,15                             |                                  |                                  | |
|                                  | Polo Social                                   | 2.975                                         | 2,58                             |                                  |                                  | |
|                                  | Propuesta para el Cambio en Mendoza           | 1.521                                         | 1,32                             |                                  |                                  | |
| Total alianza                    | Total alianza                                 | Total alianza                                 | 36.078                           | 31,32                            | 2/5                              | Ver candidatos: 1. Luis Orbelli 2. Raúl Rodríguez 3. Ana Rosario Ríos 4. Carlos Rafael Rosa 5. María Belén Álvarez |
|                                  |                                               | Concertación Plural                           | 21.583                           | 18,74                            |                                  | |
|                                  | Partido Demócrata Cristiano                   | 3.495                                         | 3,03                             |                                  |                                  | |
|                                  | Partido de Todos por los Derechos Sociales    | 2.269                                         | 1,97                             |                                  |                                  | |
|                                  | Convergencia del Sur                          | 1.746                                         | 1,52                             |                                  |                                  | |
|                                  | Partido de la Victoria                        | 960                                           | 0,83                             |                                  |                                  | |
| Total alianza                    | Total alianza                                 | Total alianza                                 | 30.053                           | 26,09                            | 2/5                              | Ver candidatos: 1. Hugo Crhistian Morales 2. Eduardo Darío Casado 3. Nélida Martínez 4. Isabel Eibar 5. Paulo Marcelo Campi |
|                                  |                                               | Partido para la Concertación Ciudadana        | 10.192                           | 8,85                             |                                  | |
|                                  | Unidad para el Cambio                         | 2.275                                         | 1,98                             |                                  |                                  | |
|                                  | Partido Intransigente                         | 1.995                                         | 1,73                             |                                  |                                  | |
|                                  | Movimiento Libres del Sur                     | 1.589                                         | 1,38                             |                                  |                                  | |
| Total alianza                    | Total alianza                                 | Total alianza                                 | 16.051                           | 13,94                            | 1/5                              | Ver candidatos: 1. Alejandro Adrián Molero 2. Guillermo Antonio Merino 3. Alicia Beatriz Ureña 4. Javier Jesús López 5. Alejandro Emilio Sánchez                                                                                |
|                                  |                                               | Unión Cívica Radical                          | 10.324                           | 8,96                             |                                  | |
|                                  | Juntos Por Mendoza                            | 1.268                                         | 1,10                             |                                  |                                  | |
| Total alianza                    | Total alianza                                 | Total alianza                                 | 11.592                           | 10,06                            | 0/5                              | Ver candidatos: 1. Alejandro Grazzino 2. Osvaldo Trimiño 3. Mariela Ramos 4. Jorge Formidabili 5. Élida Mabel Molina |
|                                  |                                               | Partido Demócrata                             | 9.770                            | 8,48                             |                                  | |
|                                  | El Movimiento de las Provincias Unidas        | 508                                           | 0,44                             |                                  |                                  | |
| Total alianza                    | Total alianza                                 | Total alianza                                 | 10.278                           | 8,92                             | 0/5                              | Ver candidatos: 1. Aldo Calise 2. Gustavo Alberto Guiñazú 3. Silvia del Carmen Gabalda 4. Liliana Noemí Klein 5. Carlos Mariano Pérez                                                                                           |
|                                  |                                               | Partido Federal                               | 2.978                            | 2,59                             |                                  | |
|                                  | Recrear para el Crecimiento                   | 375                                           | 0,33                             |                                  |                                  | |
| Total alianza                    | Total alianza                                 | Total alianza                                 | 3.353                            | 2,92                             | 0/5                              | Ver candidatos: 1. Luis Roberto Fiochi 2. Mariela A. Martínez 3. Gladys M. Battistoni 4. Emma I. Carvelli 5. Francisco Segura                                                                                                   |
|                                  | Coalición ARI - Socialista                    | Coalición ARI - Socialista                    | 2.717                            | 2,36                             | 0/5                              | Ver candidatos: 1. Raúl Cordero 2. Raúl Novillo 3. Ana María Bustos 4. Martín Oscar Hidalgo 5. Edilia Nury María Rubio |
|                                  | Coalición Cívica                              | Coalición Cívica                              | 2.809                            | 2,44                             | 0/5                              | Ver candidatos: 1. Enrique Sundermann 2. Roberto Hermenegildo Domenech 3. Lucía del Carmen Carmona 4. Myriam Graciela Sánchez 5. Dositeo Eliseo Páez                                                                            |
|                                  | Partido Unión y Libertad                      | Partido Unión y Libertad                      | 955                              | 0,83                             | 0/5                              | Ver candidatos: 1. Miriam Fátima Copparoni 2. Oscar Eduardo Leopoldo Maessen 3. Carlos Alberto Vitale 4. Américo Juan Pezzutti 5. Ramón Carlos Galletti                                                                         |
|                                  | Unión Popular                                 | Unión Popular                                 | 719                              | 0,62                             | 0/5                              | Ver candidatos: 1. Juan Carlos Castro 2. Mariela Amanda Sosa 3. Patricia Antonia Parejas 4. Marta Alicia Lillo 5. Roxana Mariela Manzur                                                                                         |
|                                  | Movimiento Socialista de los Trabajadores     | Movimiento Socialista de los Trabajadores     | 332                              | 0,29                             | 0/5                              | Ver candidatos: 1. José Antonio Yacante 2. Rosa del Carmen Silva 3. Felipe Ariel Ortiz 4. Claudia Marcela Gaynor 5. Gustavo Horacio Calivares                                                                                   |
|                                  | Frente Amplio hacia la Unidad Latinoamericana | Frente Amplio hacia la Unidad Latinoamericana | 245                              | 0,21                             | 0/5                              | Ver candidatos: 1. Alberto Francisco Stagnitti 2. Jorge Hernán Baca Velázquez 3. Viviana Amalia González 4. Luisa Kuhne Márquez 5. Roberto Reyes                                                                                |
| Votos positivos                  | Votos positivos                               | Votos positivos                               | 115.182                          | 83,93                            |                                  | |
| Votos en blanco                  | Votos en blanco                               | Votos en blanco                               | 19.920                           | 14,52                            |                                  | |
| Votos nulos                      | Votos nulos                                   | Votos nulos                                   | 2.126                            | 1,55                             |                                  | |
| Participación                    | Participación                                 | Participación                                 | 137.228                          | 77,61                            |                                  | |
| Electores registrados            | Electores registrados                         | Electores registrados                         | 176.824                          | 100                              |                                  | |

### Cámara de Senadores
| ← 2005 · Cámara de Senadores · 2009 → | ← 2005 · Cámara de Senadores · 2009 →                    | ← 2005 · Cámara de Senadores · 2009 →                    | ← 2005 · Cámara de Senadores · 2009 → | ← 2005 · Cámara de Senadores · 2009 → | ← 2005 · Cámara de Senadores · 2009 → |
| Partido                               | Partido                                                  | Partido                                                  | Votos                                 | %                                     | Bancas                                |
| ------------------------------------- | -------------------------------------------------------- | -------------------------------------------------------- | ------------------------------------- | ------------------------------------- | ------------------------------------- |
|                                       |                                                          | Partido para la Concertación Ciudadana                   | 72.644                                | 9,60                                  |                                       |
|                                       | Concertación Plural                                      | 58.509                                                   | 7,73                                  |                                       |                                       |
|                                       | Partido Demócrata Cristiano                              | 28.924                                                   | 3,82                                  |                                       |                                       |
|                                       | Unidad para el Cambio (FISCAL - UNIR - CP - PP)          | 20.964                                                   | 2,77                                  |                                       |                                       |
|                                       | Partido Intransigente                                    | 18.389                                                   | 2,43                                  |                                       |                                       |
|                                       | Movimiento Libres del Sur                                | 16.609                                                   | 2,19                                  |                                       |                                       |
|                                       | Partido de Todos por los Derechos Sociales               | 11.109                                                   | 1,47                                  |                                       |                                       |
|                                       | Compromiso por Mendoza                                   | 5.093                                                    | 0,67                                  |                                       |                                       |
|                                       | Convergencia del Sur                                     | 3.582                                                    | 0,47                                  |                                       |                                       |
|                                       | Partido de la Victoria                                   | 1.656                                                    | 0,22                                  |                                       |                                       |
| Total alianza                         | Total alianza                                            | Total alianza                                            | 237.479                               | 31,37                                 | 8/19                                  |
|                                       | Partido Justicialista                                    | Partido Justicialista                                    | 188.025                               | 28,84                                 | 9/19                                  |
|                                       | Partido Demócrata                                        | Partido Demócrata                                        | 80.166                                | 10,59                                 | 2/19                                  |
|                                       | Unión Cívica Radical                                     | Unión Cívica Radical                                     | 63.334                                | 8,37                                  |                                       |
|                                       | Coalición Cívica                                         | Coalición Cívica                                         | 37.794                                | 4,99                                  |                                       |
|                                       | Frente Juventud e Integración (Potencialista - PAIS)     | Frente Juventud e Integración (Potencialista - PAIS)     | 32.651                                | 4,31                                  |                                       |
|                                       | Polo Social                                              | Polo Social                                              | 19.659                                | 2,60                                  |                                       |
|                                       | Partido Federal                                          | Partido Federal                                          | 18.662                                | 2,47                                  |                                       |
|                                       | Coalición ARI - Socialista                               | Coalición ARI - Socialista                               | 18.332                                | 2,42                                  |                                       |
|                                       | Partido Unión y Libertad                                 | Partido Unión y Libertad                                 | 13.559                                | 1,79                                  |                                       |
|                                       | Propuesta para el Cambio en Mendoza                      | Propuesta para el Cambio en Mendoza                      | 10.977                                | 1,45                                  |                                       |
|                                       | Juntos Por Mendoza                                       | Juntos Por Mendoza                                       | 9.356                                 | 1,24                                  |                                       |
|                                       | Unión Popular                                            | Unión Popular                                            | 6.984                                 | 0,92                                  |                                       |
|                                       | El Movimiento de las Provincias Unidas                   | El Movimiento de las Provincias Unidas                   | 6.123                                 | 0,81                                  |                                       |
|                                       | Movimiento Socialista de los Trabajadores                | Movimiento Socialista de los Trabajadores                | 4.273                                 | 0,56                                  |                                       |
|                                       | Recrear para el Crecimiento                              | Recrear para el Crecimiento                              | 3.490                                 | 0,46                                  |                                       |
|                                       | Frente Amplio hacia la Unidad Latinoamericana (PCA - PH) | Frente Amplio hacia la Unidad Latinoamericana (PCA - PH) | 2.221                                 | 0,29                                  |                                       |
|                                       | Partido Obrero                                           | Partido Obrero                                           | 2.057                                 | 0,27                                  |                                       |
|                                       | Partido de los Trabajadores Socialistas                  | Partido de los Trabajadores Socialistas                  | 1.867                                 | 0,25                                  |                                       |
| Votos positivos                       | Votos positivos                                          | Votos positivos                                          | 757.009                               | 84,89                                 |                                       |
| Votos en blanco                       | Votos en blanco                                          | Votos en blanco                                          | 118.943                               | 13,34                                 |                                       |
| Votos nulos                           | Votos nulos                                              | Votos nulos                                              | 15.758                                | 1,77                                  |                                       |
| Participación                         | Participación                                            | Participación                                            | 891.710                               | 78,04                                 |                                       |
| Electores registrados                 | Electores registrados                                    | Electores registrados                                    | 1.142.648                             | 100                                   |                                       |
| Fuentes:                              |                                                          |                                                          |                                       |                                       |                                       |

#### Resultados por secciones electorales
| 1ª Sección Electoral 6 Senadores | 1ª Sección Electoral 6 Senadores              | 1ª Sección Electoral 6 Senadores              | 1ª Sección Electoral 6 Senadores | 1ª Sección Electoral 6 Senadores | 1ª Sección Electoral 6 Senadores | 1ª Sección Electoral 6 Senadores |
| Partido/Alianza                  | Partido/Alianza                               | Partido/Alianza                               | Votos                            | %                                | Bancas                           | Candidatos |
| -------------------------------- | --------------------------------------------- | --------------------------------------------- | -------------------------------- | -------------------------------- | -------------------------------- | --- |
|                                  |                                               | Partido Justicialista                         | 60.879                           | 22,02                            |                                  | |
|                                  | Frente Juventud e Integración                 | 11.392                                        | 4,12                             |                                  |                                  | |
|                                  | Propuesta para el Cambio en Mendoza           | 4.214                                         | 1,52                             |                                  |                                  | |
| Total alianza                    | Total alianza                                 | Total alianza                                 | 76.485                           | 27,66                            | 3/6                              | Ver candidatos: 1. Eduardo Fonzalida 2. Manuel Moreno Serrano 3. Alejandra Marcela Maradona 4. Fernanda Rodríguez 5. Juan Carlos Ortiz 6. Antonio Modrijan                 |
|                                  |                                               | Concertación Plural                           | 22.604                           | 8,18                             |                                  | |
|                                  | Partido Demócrata Cristiano                   | 10.200                                        | 3,69                             |                                  |                                  | |
|                                  | Partido de Todos por los Derechos Sociales    | 5.254                                         | 1,90                             |                                  |                                  | |
|                                  | Compromiso por Mendoza                        | 5.093                                         | 1,84                             |                                  |                                  | |
|                                  | Convergencia del Sur                          | 1.894                                         | 0,69                             |                                  |                                  | |
|                                  | Partido de la Victoria                        | 726                                           | 0,26                             |                                  |                                  | |
| Total alianza                    | Total alianza                                 | Total alianza                                 | 45.771                           | 16,56                            | 1/6                              | Ver candidatos: 1. Ricardo Daniel Pettignano 2. Pedro Luis Badosa 3. Carmen Delia González 4. Darío Omar D'Amelio 5. Eduardo Alejandro Morán 6. Nancy Hortensia Alonso     |
|                                  |                                               | Partido para la Concertación Ciudadana        | 20.633                           | 7,46                             |                                  | |
|                                  | Unidad para el Cambio                         | 7.550                                         | 2,73                             |                                  |                                  | |
|                                  | Partido Intransigente                         | 6.726                                         | 2,43                             |                                  |                                  | |
|                                  | Movimiento Libres del Sur                     | 6.268                                         | 2,27                             |                                  |                                  | |
| Total alianza                    | Total alianza                                 | Total alianza                                 | 41.177                           | 14,86                            | 1/6                              | Ver candidatos: 1. Sergio Hugo Bruni 2. Marcelino Oscar Iglesias 3. Claudia Marcela Rocco 4. Ernesto Martín Mancinelli 5. Salvador Ramón Sánchez 6. María Gabriela Vicario |
|                                  | Partido Demócrata                             | Partido Demócrata                             | 28.179                           | 10,19                            | 1/6                              | Ver candidatos: 1. Aldo Luis Giordano 2. Estela Hortensia Catulo 3. Ángel Chila 4. Ester Marta del V. Orquera 5. Sebastián Nicolás Martín 6. Carina Viviana Mardini        |
|                                  | Unión Cívica Radical                          | Unión Cívica Radical                          | 24.887                           | 9,00                             | 0/6                              | Ver candidatos: 1. Eduardo Cicchitti 2. Mariano Cornejo 3. Angélica Larragaña 4. Germán Laciar 5. Mónica Claudia Tahan 6. Raúl Oribe                                       |
|                                  | Coalición Cívica                              | Coalición Cívica                              | 18.861                           | 6,82                             | 0/6                              | Ver candidatos: 1. Francisco José Leiva 2. María Silvana Braceli 3. José Osvaldo Alfano 4. Silvana Beatriz Dávila 5. Gabriel Jaime Torandell 6. Cristina Nores             |
|                                  |                                               | Polo Social                                   | 7.182                            | 2,60                             |                                  | |
|                                  | Frente Amplio hacia la Unidad Latinoamericana | 1.019                                         | 0,37                             |                                  |                                  | |
| Total alianza                    | Total alianza                                 | Total alianza                                 | 8.201                            | 2,97                             | 0/6                              | Ver candidatos: 1. María Angélica Escayola 2. Norma Teresa Bollati 3. Humberto Orlando Manrique 4. Humberto Orlando Lazarte 5. Daniel Jeremías Soloa 6. Ramón Santos Ábalo |
|                                  |                                               | Partido Federal                               | 6.155                            | 2,23                             |                                  | |
|                                  | Recrear para el Crecimiento                   | 1.366                                         | 0,49                             |                                  |                                  | |
| Total alianza                    | Total alianza                                 | Total alianza                                 | 7.521                            | 2,72                             | 0/6                              | Ver candidatos: 1. Roberto Martínez 2. Francisco Vitolo 3. María Paula Ferreyra 4. Hugo Stella 5. Ernesto Fusari 6. Elsa Sosa                                              |
|                                  | Coalición ARI - Socialista                    | Coalición ARI - Socialista                    | 6.953                            | 2,52                             | 0/6                              | Ver candidatos: 1. Carlos Enrique Maniero 2. Enrique Valentín Paolini 3. Elsa Elena Polimeni 4. Juan José Abdala 5. Laura Elsa Luján 6. Alberto Olindo Canali              |
|                                  | Partido Unión y Libertad                      | Partido Unión y Libertad                      | 4.375                            | 1,58                             | 0/6                              | Ver candidatos: 1. Cristian Fontana 2. Guillermo Abel Amaya 3. Rosa María Ciancio 4. Carlos Alberto Aro 5. Amado Juan Tristán 6. María Josefa Aristiaran                   |
|                                  | Juntos Por Mendoza                            | Juntos Por Mendoza                            | 3.831                            | 1,39                             | 0/6                              | Ver candidatos: 1. Enrique Raúl Parodi 2. Ruth Carolina Zuñega 3. Silvia Edith Zeballos 4. Rodrigo Fernández 5. Gabriela Beatriz Fazio 6. Agustín Amílcar Carrizo          |
|                                  | Unión Popular                                 | Unión Popular                                 | 3.156                            | 1,14                             | 0/6                              | Ver candidatos: 1. Rubén Daniel Borgia 2. Juan Carlos Guidoni 3. Elisa Edith Díaz 4. José Alberto Interlandi 5. Humberto Julio Fernández 6. Carlos Alberto Gómez           |
|                                  | El Movimiento de las Provincias Unidas        | El Movimiento de las Provincias Unidas        | 2.752                            | 1,00                             | 0/6                              | Ver candidatos: 1. Rosana Taufer 2. Estela Hortensia Catulo 3. Ángel Chila 4. Ester Marta del V. Orquera 5. Sebastián Nicolás Martín 6. Carina Viviana Mardini             |
|                                  | Movimiento Socialista de los Trabajadores     | Movimiento Socialista de los Trabajadores     | 1.833                            | 0,66                             | 0/6                              | Ver candidatos: 1. Ernesto Daniel Dumrauf 2. Julia Graciela Martínez 3. Marta Beatriz Urraco 4. Oscar Omar Naveda 5. José Gregorio Olivares 6. Juan Carlos Rodríguez       |
|                                  | Partido de los Trabajadores Socialistas       | Partido de los Trabajadores Socialistas       | 1.247                            | 0,45                             | 0/6                              | Ver candidatos: 1. Vanesa Paula Lowenrosen 2. Nora Raquel Bruccoleri 3. Osvaldo Alejandro Rodríguez 4. Mariana Lucía Ábalo 5. Alfonso Bruccoleri 6. María di Innocenzo     |
|                                  | Partido Obrero                                | Partido Obrero                                | 1.206                            | 0,44                             | 0/6                              | Ver candidatos: 1. Daniel Valeriano Reina 2. Raquel Miriam Ozán 3. Andrés Guillermo Elías 4. María Inés González 5. José Roberto Traslaviña 6. Gladys Beatriz Galdame      |
| Votos positivos                  | Votos positivos                               | Votos positivos                               | 276.435                          | 85,47                            |                                  | |
| Votos en blanco                  | Votos en blanco                               | Votos en blanco                               | 40.585                           | 12,55                            |                                  | |
| Votos nulos                      | Votos nulos                                   | Votos nulos                                   | 6.409                            | 1,98                             |                                  | |
| Participación                    | Participación                                 | Participación                                 | 323.429                          | 75,96                            |                                  | |
| Electores registrados            | Electores registrados                         | Electores registrados                         | 425.788                          | 100                              |                                  | |
| 2ª Sección Electoral 5 Senadores |                                               |                                               |                                  |                                  |                                  | |
| Partido/Alianza                  | Partido/Alianza                               | Partido/Alianza                               | Votos                            | %                                | Bancas                           | Candidatos |
|                                  |                                               | Partido Justicialista                         | 63.021                           | 34,57                            |                                  | |
|                                  | Frente Juventud e Integración                 | 9.156                                         | 5,02                             |                                  |                                  | |
|                                  | Propuesta para el Cambio en Mendoza           | 2.812                                         | 1,54                             |                                  |                                  | |
| Total alianza                    | Total alianza                                 | Total alianza                                 | 74.989                           | 41,13                            | 3/5                              | Ver candidatos: 1. Miguel Ángel Serralta 2. Irma Raquel Muñoz 3. Omar Héctor R. Gómez 4. Gabriela Alejandra Riveros 5. Luis Gabriel Ocaña                                  |
|                                  |                                               | Partido para la Concertación Ciudadana        | 19.932                           | 10,93                            |                                  | |
|                                  | Concertación Plural                           | 7.275                                         | 3,99                             |                                  |                                  | |
|                                  | Partido Demócrata Cristiano                   | 6.052                                         | 3,32                             |                                  |                                  | |
|                                  | Unidad para el Cambio                         | 5.918                                         | 3,25                             |                                  |                                  | |
|                                  | Partido Intransigente                         | 4.432                                         | 2,43                             |                                  |                                  | |
|                                  | Partido de Todos por los Derechos Sociales    | 3.598                                         | 1,97                             |                                  |                                  | |
|                                  | Movimiento Libres del Sur                     | 3.490                                         | 1,91                             |                                  |                                  | |
| Total alianza                    | Total alianza                                 | Total alianza                                 | 50.697                           | 27,80                            | 2/5                              | Ver candidatos: 1. Josefina Abdala 2. Raúl Omar Muñoz 3. Jorge David José Pujol 4. Néstor Octavio Majul 5. Mario César Rivero                                              |
|                                  |                                               | Partido Demócrata                             | 13.973                           | 7,66                             |                                  | |
|                                  | El Movimiento de las Provincias Unidas        | 1.290                                         | 0,71                             |                                  |                                  | |
| Total alianza                    | Total alianza                                 | Total alianza                                 | 15.263                           | 8,37                             | 0/5                              | Ver candidatos: 1. Humberto Antonio Cavagnaro 2. Jorge Alberto Peralta 3. María Ana Raquel Bastias 4. José Luis Núñez 5. Juan Facundo Quiroga                              |
|                                  |                                               | Unión Cívica Radical                          | 11.922                           | 6,54                             |                                  | |
|                                  | Juntos Por Mendoza                            | 1.715                                         | 0,94                             |                                  |                                  | |
| Total alianza                    | Total alianza                                 | Total alianza                                 | 13.637                           | 7,48                             | 0/5                              | Ver candidatos: 1. Jorge Carballo 2. Alberto Rodríguez Medina 3. María Teresa Cáceres 4. Marta Josefa Amaya 5. Miguel Ángel Gandolfo                                       |
|                                  | Coalición Cívica                              | Coalición Cívica                              | 5.691                            | 3,12                             | 0/5                              | Ver candidatos: 1. José Humberto Lagos 2. Rodolfo Eduardo Gómez 3. Nora Silvia Gallego 4. Erich Emil Gold 5. Sergio J. Reymond                                             |
|                                  | Partido Unión y Libertad                      | Partido Unión y Libertad                      | 5.596                            | 3,07                             | 0/5                              | Ver candidatos: 1. Clemente Abraham Montaña 2. Edgardo Ramón Conti 3. Ana María Díaz 4. Margarita Estela Villarreal 5. Manuel Bonifacio Ortiz                              |
|                                  |                                               | Partido Federal                               | 4.676                            | 2,56                             |                                  | |
|                                  | Recrear para el Crecimiento                   | 752                                           | 0,41                             |                                  |                                  | |
| Total alianza                    | Total alianza                                 | Total alianza                                 | 5.428                            | 2,97                             | 0/5                              | Ver candidatos: 1. Adrián Abel Palma 2. Elba Natividad Llano 3. Silvia Esther Villegas 4. Ana María Cuccia 5. Mario Jorge Montaña                                          |
|                                  | Polo Social                                   | Polo Social                                   | 5.218                            | 2,86                             | 0/5                              | Ver candidatos: 1. Fernando Daniel Garín 2. Hugo César Cartechini 3. Elda F. Herrero 4. Rolando Jorge Azzarello 5. Mercedes Natalia Cohan                                  |
|                                  | Coalición ARI - Socialista                    | Coalición ARI - Socialista                    | 2.976                            | 1,63                             | 0/5                              | Ver candidatos: 1. Oscar Berna 2. Irma Sara Ortubia 3. Elva Marzetti 4. María Eugenia Trefontane 5. Juan Pablo Micheli                                                     |
|                                  | Unión Popular                                 | Unión Popular                                 | 1.783                            | 0,98                             | 0/5                              | Ver candidatos: 1. Edgardo Fabián Sosa 2. Sofía Adela Vivas 3. Mercedes Antonia Muñoz 4. José Antonio Agüero 5. Luis Raúl Canizo                                           |
|                                  | Movimiento Socialista de los Trabajadores     | Movimiento Socialista de los Trabajadores     | 746                              | 0,41                             | 0/5                              | Ver candidatos: 1. Pedro Dávila 2. Delicia Natividad Figueroa 3. Héctor Palacios 4. María Rosario Agüero 5. Rodolfo Ariel Ponce                                            |
|                                  | Frente Amplio hacia la Unidad Latinoamericana | Frente Amplio hacia la Unidad Latinoamericana | 292                              | 0,16                             | 0/5                              | Ver candidatos: 1. Tatiana A. Germ 2. Genaro Rubén Rubén 3. Eduardo Carlos Lemos Buttini 4. María Cecilia Fernández 5. Pablo Luis di Paola                                 |
| Votos positivos                  | Votos positivos                               | Votos positivos                               | 182.316                          | 84,92                            |                                  | |
| Votos en blanco                  | Votos en blanco                               | Votos en blanco                               | 28.676                           | 13,36                            |                                  | |
| Votos nulos                      | Votos nulos                                   | Votos nulos                                   | 3.694                            | 1,72                             |                                  | |
| Participación                    | Participación                                 | Participación                                 | 214.686                          | 81,57                            |                                  | |
| Electores registrados            | Electores registrados                         | Electores registrados                         | 263.178                          | 100                              |                                  | |
| 3ª Sección Electoral 4 Senadores |                                               |                                               |                                  |                                  |                                  | |
| Partido/Alianza                  | Partido/Alianza                               | Partido/Alianza                               | Votos                            | %                                | Bancas                           | Candidatos |
|                                  |                                               | Partido para la Concertación Ciudadana        | 22.171                           | 12,15                            |                                  | |
|                                  | Partido Demócrata Cristiano                   | 9.217                                         | 5,05                             |                                  |                                  | |
|                                  | Concertación Plural                           | 7.332                                         | 4,02                             |                                  |                                  | |
|                                  | Movimiento Libres del Sur                     | 5.276                                         | 2,89                             |                                  |                                  | |
|                                  | Partido Intransigente                         | 5.255                                         | 2,88                             |                                  |                                  | |
|                                  | Unidad para el Cambio                         | 5.225                                         | 2,86                             |                                  |                                  | |
| Total alianza                    | Total alianza                                 | Total alianza                                 | 54.476                           | 29,85                            | 2/4                              | Ver candidatos: 1. Sergio Daniel Moralejo 2. Alberto César Gómez 3. Zidanelia Guadalupe Álvarez 4. María Cristina Carobene                                                 |
|                                  |                                               | Partido Justicialista                         | 36.916                           | 20,23                            |                                  | |
|                                  | Frente Juventud e Integración                 | 7.316                                         | 4,01                             |                                  |                                  | |
|                                  | Propuesta para el Cambio en Mendoza           | 2.360                                         | 1,29                             |                                  |                                  | |
| Total alianza                    | Total alianza                                 | Total alianza                                 | 46.592                           | 25,53                            | 1/4                              | Ver candidatos: 1. Elizabeth Fernández de Merino 2. Antonio Prados 3. Mario Ronchietto 4. Orlando Vega                                                                     |
|                                  |                                               | Partido Demócrata                             | 27.936                           | 15,31                            |                                  | |
|                                  | El Movimiento de las Provincias Unidas        | 1.567                                         | 0,86                             |                                  |                                  | |
| Total alianza                    | Total alianza                                 | Total alianza                                 | 29.503                           | 16,17                            | 1/4                              | Ver candidatos: 1. Nelly Amalia Gray 2. Eduardo Daniel Bastias 3. Néstor Darío Micames 4. Ulises Sila Vitale                                                               |
|                                  |                                               | Unión Cívica Radical                          | 16.001                           | 8,77                             |                                  | |
|                                  | Juntos Por Mendoza                            | 2.484                                         | 1,36                             |                                  |                                  | |
| Total alianza                    | Total alianza                                 | Total alianza                                 | 18.485                           | 10,13                            | 0/4                              | Ver candidatos: 1. Leonardo Hisa 2. Juan Carlos López 3. Adriana Inés Cabrera 4. Antonio Mario Garelli                                                                     |
|                                  | Coalición Cívica                              | Coalición Cívica                              | 10.594                           | 5,81                             | 0/4                              | Ver candidatos: 1. Daniel Guareschi 2. Rubén Felipe 3. María Luisa C. Martínez 4. María Verónica Butti                                                                     |
|                                  | Coalición ARI - Socialista                    | Coalición ARI - Socialista                    | 5.474                            | 3,00                             | 0/4                              | Ver candidatos: 1. Fanny Gladys Orozco 2. Jorge Antonio Galdeano 3. Héctor Oscar Salgado 4. Liliana R. Barrionuevo                                                         |
|                                  | Partido Federal                               | Partido Federal                               | 4.712                            | 2,58                             | 0/4                              | Ver candidatos: 1. Elizabeth Fernández de Merino 2. Antonio Prados 3. Mario Ronchietto 4. Silvia Trimboli                                                                  |
|                                  |                                               | Polo Social                                   | 4.210                            | 2,31                             |                                  | |
|                                  | Frente Amplio hacia la Unidad Latinoamericana | 664                                           | 0,36                             |                                  |                                  | |
| Total alianza                    | Total alianza                                 | Total alianza                                 | 4.874                            | 2,67                             | 0/4                              | Ver candidatos: 1. Juan José Coscarelli 2. Mónica Edith Ramos 3. Natacha Andrea Tarditi 4. Mario Agustín Ruarte                                                            |
|                                  | Partido Unión y Libertad                      | Partido Unión y Libertad                      | 2.589                            | 1,42                             | 0/4                              | Ver candidatos: 1. Víctor Alberto Ábalos 2. Santiago Rodolfo Bottero 3. María Alejandra González 4. Gustavo Horacio Flores Bazán                                           |
|                                  | Movimiento Socialista de los Trabajadores     | Movimiento Socialista de los Trabajadores     | 1.371                            | 0,75                             | 0/4                              | Ver candidatos: 1. Julio Antonio Cabello 2. Mirta Angélica Sari 3. Juan Carlos Muñoz 4. Clara Ruth Liliana Varas                                                           |
|                                  | Unión Popular                                 | Unión Popular                                 | 1.341                            | 0,73                             | 0/4                              | Ver candidatos: 1. Antonio Sergio Córdoba 2. Alfredo Guillermo Segovia 3. Ana María Ovalles 4. Graciela de Lourdes Frites                                                  |
|                                  | Recrear para el Crecimiento                   | Recrear para el Crecimiento                   | 1.003                            | 0,55                             | 0/4                              | Ver candidatos: 1. Jorge Adolfo Atencio 2. Emiliano José Conalbi 3. María Cristina Lacombe 4. Jorge Rodolfo Quiroga                                                        |
|                                  | Partido Obrero                                | Partido Obrero                                | 851                              | 0,47                             | 0/4                              | Ver candidatos: 1. Erica Vanesa Cuevas 2. Miguel Ángel Molina 3. Ivonne Mónica Ana Delia Prósperi 4. Mariano Tello                                                         |
|                                  | Partido de los Trabajadores Socialistas       | Partido de los Trabajadores Socialistas       | 620                              | 0,34                             | 0/4                              | Ver candidatos: 1. Sonia Noemí Sosa 2. Hugo Dante Orozco 3. Rosa Nélida Sosa 4. María Edith de Vega                                                                        |
| Votos positivos                  | Votos positivos                               | Votos positivos                               | 182.485                          | 84,34                            |                                  | |
| Votos en blanco                  | Votos en blanco                               | Votos en blanco                               | 30.370                           | 14,04                            |                                  | |
| Votos nulos                      | Votos nulos                                   | Votos nulos                                   | 3.512                            | 1,62                             |                                  | |
| Participación                    | Participación                                 | Participación                                 | 216.367                          | 78,15                            |                                  | |
| Electores registrados            | Electores registrados                         | Electores registrados                         | 276.858                          | 100                              |                                  | |
| 4ª Sección Electoral 4 Senadores |                                               |                                               |                                  |                                  |                                  | |
| Partido/Alianza                  | Partido/Alianza                               | Partido/Alianza                               | Votos                            | %                                | Bancas                           | Candidatos |
|                                  |                                               | Partido Justicialista                         | 27.209                           | 23,50                            |                                  | |
|                                  | Frente Juventud e Integración                 | 4.787                                         | 4,13                             |                                  |                                  | |
|                                  | Partido Federal                               | 3.119                                         | 2,69                             |                                  |                                  | |
|                                  | Polo Social                                   | 3.049                                         | 2,63                             |                                  |                                  | |
|                                  | Propuesta para el Cambio en Mendoza           | 1.591                                         | 1,37                             |                                  |                                  | |
| Total alianza                    | Total alianza                                 | Total alianza                                 | 39.755                           | 34,32                            | 2/4                              | Ver candidatos: 1. Néstor Otero 2. Vicente Russo 3. Nicolasa Ferrada 4. Francisco Miguel García                                                                            |
|                                  |                                               | Concertación Plural                           | 21.298                           | 18,40                            |                                  | |
|                                  | Partido Demócrata Cristiano                   | 3.455                                         | 2,98                             |                                  |                                  | |
|                                  | Convergencia del Sur                          | 1.688                                         | 1,46                             |                                  |                                  | |
|                                  | Partido de Todos por los Derechos Sociales    | 2.257                                         | 1,95                             |                                  |                                  | |
|                                  | Partido de la Victoria                        | 930                                           | 0,80                             |                                  |                                  | |
| Total alianza                    | Total alianza                                 | Total alianza                                 | 29.628                           | 25,59                            | 1/4                              | Ver candidatos: 1. Emir Roberto Félix 2. Raúl Guerra 3. Zulma Edith Sboccia 4. Bernabé Jesús Luna                                                                          |
|                                  |                                               | Partido para la Concertación Ciudadana        | 9.908                            | 8,56                             |                                  | |
|                                  | Unidad para el Cambio                         | 2.271                                         | 1,96                             |                                  |                                  | |
|                                  | Partido Intransigente                         | 1.976                                         | 1,71                             |                                  |                                  | |
|                                  | Movimiento Libres del Sur                     | 1.575                                         | 1,36                             |                                  |                                  | |
| Total alianza                    | Total alianza                                 | Total alianza                                 | 15.730                           | 13,59                            | 1/4                              | Ver candidatos: 1. Víctor Mario Salomone 2. Heinrich Rafael Jaleff 3. Ana Silvia Lucía Manzano 4. Mario Alberto Andreoni                                                   |
|                                  |                                               | Unión Cívica Radical                          | 10.524                           | 9,09                             |                                  | |
|                                  | Juntos Por Mendoza                            | 1.326                                         | 1,15                             |                                  |                                  | |
| Total alianza                    | Total alianza                                 | Total alianza                                 | 11.850                           | 10,24                            | 0/4                              | Ver candidatos: 1. Denis Colla 2. Sonia Noemí Yague 3. Carlos Omar Vázquez 4. María José Sanz                                                                              |
|                                  |                                               | Partido Demócrata                             | 10.078                           | 8,70                             |                                  | |
|                                  | El Movimiento de las Provincias Unidas        | 514                                           | 0,44                             |                                  |                                  | |
| Total alianza                    | Total alianza                                 | Total alianza                                 | 10.592                           | 9,14                             | 0/4                              | Ver candidatos: 1. Jorge Raúl Martínez 2. Ricardo Elías González 3. Bibiana Elizabeth Pereyra 4. Hector Ramón Benegas                                                      |
|                                  | Coalición ARI - Socialista                    | Coalición ARI - Socialista                    | 2.929                            | 2,53                             | 0/4                              | Ver candidatos: 1. Rosa Josefa Puerto Gayete 2. Marcos Aldo Barroso 3. Rubén Darío Rodeghiero 4. José Alsinet                                                              |
|                                  | Coalición Cívica                              | Coalición Cívica                              | 2.648                            | 2,29                             | 0/4                              | Ver candidatos: 1. Graciela Inés Pía 2. Fany Esther Saud 3. Juan Roberto Sánchez 4. José María López                                                                       |
|                                  | Partido Unión y Libertad                      | Partido Unión y Libertad                      | 999                              | 0,86                             | 0/4                              | Ver candidatos: 1. Juan Andrés Sidoruk 2. Susana Victoria Sabio 3. Carina Alejandra Castellano 4. Jorge Luis Vilche                                                        |
|                                  | Unión Popular                                 | Unión Popular                                 | 704                              | 0,61                             | 0/4                              | Ver candidatos: 1. Verónica Susana Martínez 2. Ruth Elisabeth Cornejo 3. Oscar David Zapata 4. María Cecilia Moreno                                                        |
|                                  | Recrear para el Crecimiento                   | Recrear para el Crecimiento                   | 369                              | 0,32                             | 0/4                              | Ver candidatos: 1. José Alberto Vega 2. Carlos José Coria 3. María Teresa Rallo 4. Miguel Ángel Aceña                                                                      |
|                                  | Movimiento Socialista de los Trabajadores     | Movimiento Socialista de los Trabajadores     | 323                              | 0,28                             | 0/4                              | Ver candidatos: 1. Pedro Godoy 2. Mirta Catalina Alfonso 3. Érica Susana Vázquez 4. Pedro Daniel Navalles                                                                  |
|                                  | Frente Amplio hacia la Unidad Latinoamericana | Frente Amplio hacia la Unidad Latinoamericana | 246                              | 0,21                             | 0/4                              | Ver candidatos: 1. Guido Alberto Vaamonde 2. Ermenegildo Sulca 3. María L. del Carmen Molina 4. Rubén Elio del Ponti                                                       |
| Votos positivos                  | Votos positivos                               | Votos positivos                               | 115.773                          | 84,37                            |                                  | |
| Votos en blanco                  | Votos en blanco                               | Votos en blanco                               | 19.312                           | 14,07                            |                                  | |
| Votos nulos                      | Votos nulos                                   | Votos nulos                                   | 2.143                            | 1,56                             |                                  | |
| Participación                    | Participación                                 | Participación                                 | 137.228                          | 77,61                            |                                  | |
| Electores registrados            | Electores registrados                         | Electores registrados                         | 176.824                          | 100                              |                                  | |